# Седакова, Ольга Александровна
О́льга Алекса́ндровна Седако́ва (род. 26 декабря 1949[…], Москва) — русская поэтесса, прозаик, переводчица, филолог и этнограф. Кандидат филологических наук (1983), почётный доктор богословия Европейского гуманитарного университета (Минск, 2003), с 1991 года преподаёт на кафедре теории и истории мировой культуры философского факультета МГУ, старший научный сотрудник Института мировой культуры МГУ.

## Биография
Родилась 26 декабря 1949 года в Москве в семье военного инженера. В 1973 году окончила славянское отделение филологического факультета МГУ, в 1983 году — аспирантуру Института славяноведения и балканистики АН СССР. Защитила кандидатскую диссертацию «Обрядовая терминология и структура обрядового текста (погребальный обряд восточных и южных славян)».
Участвовала в международных конференциях в России и за рубежом, выступала с лекциями в университетах Европы и США, участвовала в международных поэтических фестивалях в Италии, Великобритании, Белоруссии, Нидерландах, ФРГ.
C 1996 года является членом попечительского совета Свято-Филаретовского православно-христианского института.
В марте 2014 года вместе с рядом других деятелей науки и культуры выразила своё несогласие с политикой российской власти в Крыму.
Сестра — лингвист И. А. Седакова (род. 1955).

## Творчество
В школьные годы посещала литературную студию при Дворце пионеров. В 1962–1967 её стихи и  поэмы печатались в газетах «Пионерская правда», «Комсомольская правда», «Московский комсомолец», журнале «Вожатый», сборнике "Час поэзии" (М., 1965). После этого до 1989 года в СССР как поэт практически не публиковалась, первая книга стихов вышла в Париже в 1986 году.
Соединяющая разнообразные традиции от славянских обрядовых песен до европейского неоклассицизма XX в., лирика поэтических циклов «Дикий шиповник» (1978), «Старые песни» (1980—1981), «Китайское путешествие» (1986) и др. отмечена постоянным духовным поиском, всегдашней открытостью новому, никогда не отворачивается от жизни, какой бы тягостной и неприглядной внешне она ни была. Наиболее полные издания написанного Седаковой — двухтомник «Стихи. Проза» (Москва, 2001) и 4-томник «Стихи. Переводы. Poetica. Moralia» (Университет Дмитрия Пожарского, Москва 2010).
Печатала переводы из европейской литературы, философии, богословия (Франциск Ассизский, Данте, Пьер де Ронсар, Джонн Донн, Стефан Малларме, Эмили Дикинсон, Райнер Мария Рильке, Мартин Хайдеггер, Поль Клодель, Пауль Целан, Томас Стернз Элиот, Эзра Паунд, Филипп Жакоте), статьи о творчестве Пушкина, Николая Некрасова, поэтике Велимира Хлебникова, Бориса Пастернака, Анны Ахматовой, Осипа Мандельштама, Марины Цветаевой, Пауля Целана и др., мемуарные заметки о Венедикте Ерофееве, Леониде Губанове, Викторе Кривулине, Иосифе Бродском, Сергее Аверинцеве, Владимире Бибихине, Михаиле Гаспарове, Геннадии Айги.

## Признание
Лауреат литературных премий:
- Премия Андрея Белого (1983)
- Парижская премия русскому поэту (1991)
- Премия Альфреда Тёпфера (1994)
- Европейская премия за поэзию (Рим, 1995)
- «Христианские корни Европы», премия имени Владимира Соловьёва (Ватикан, 1998)
- Премия Александра Солженицына (2003) — «за отважное устремление простым лирическим словом передать таинственность бытия; за тонкость и глубину филологических и религиозно-философских эссе»
- Премия Данте Алигьери (2011)
- Премия Мастер гильдии Мастера литературного перевода (2011)
- Премия Глобус журнала Знамя и Всероссийской государственной библиотеки имени М. И. Рудомино (2011)
- Премия Lerici Pea (2020) — за совокупность творческих заслуг всей ее жизни.
- Премия «Поэзия» (2021) — за поэтический перевод.

Лирика и эссе переведены на большинство европейских языков, на иврит и китайский.
На тексты Седаковой писали музыку Александр Вустин, Пётр Старчик, Валентин Сильвестров, Виктория Полевая, Виктор Копытько, Татьяна Алёшина и др.

## Преподавание
С 1991 года читала авторские курсы на Кафедре истории и теории мировой культуры Философского факультета МГУ имени М. В. Ломоносова.
Названия курсов (список неполный):
- Введение в общую поэтику
- Slavia Orthodoxa: церковнославянский язык и своеобразие начального периода христианства на Руси
- Чтение и комментарий "Божественной Комедии" Данте
- Рецепция Данте в поэзии модернизма
- Слово Пушкина и сопротивление ему в русской культуре
- Позднее искусство как теоретическая проблема
- Чтение и комментарий "Пира" Данте
- Трактаты Данте

Основные темы курсов:
- Введение в общую поэтику
- Аналитическое чтение Данте Алигьери
- Авторские поэтики европейского и русского модернизма
- Позднее искусство: типологическое особенности позднего творчества различных авторов
- Поэтика Пушкина

Основные тезисы Седаковой как литературоведа и преподавателя, отразившиеся в этих курсах, могут быть обозначены так:
Конвенциональная авторская поэзия есть эпизод развития поэзии, поэтому в общем курсе поэзии необходимо внимание к другим формам поэзии: фольклорная поэзия, библейская поэзия, средневековая литургическая поэзия.
Кроме нормативных и описательных поэтик существуют авторские поэтики, в виде часто имплицитных замечаний различных поэтов о природе поэзии. Особенно существенными авторские поэтики становятся в эпоху модернизма, когда разрыв между обыденным языком и художественным замыслом становится столь серьёзным, что требует посредничества в виде авторских объяснений природы искусства.
Структуралистский анализ при изучении общей поэтики следует дополнить другими методами, такими как герменевтика, поэтология (изучение специально выстроенной творческой личности поэта, отличающейся от биографической личности), контекстуализация внутри больших культурных и мировоззренческих смыслов. Наследие Данте Алигьери позволяет лучше всего производить такую контекстуализацию.
Поэтические приемы следует понимать не как украшение речи или усиление выразительности, но как конструктивные, "энергийные" (в смысле учения В. фон Гумбольдта о языке как "энергии").
Позднее искусство отличается особым примирительным характером и стремлением сблизить речевые жанры и условные жанры литературы, что можно хорошо проследить на творчестве Пушкина.

## Основные издания
- Ворота, окна, арки. — Париж: YMCA-Press, 1986.
- Китайское путешествие. Стелы и надписи. Старые песни. — М.: Carte Blanche, 1991.
- The Silk of Time. Шёлк времени. Bilingual Selected Poems. Keele: Ryburn Publishing, Keele Univ. Press, 1994. Ed. and introduced by Valentina Polukhina.
- Стихи. — М.: Гнозис, Carte Blanche, 1994.
- The Wild Rose. London: Approach Publishers, 1997. (Bilingual). Transl. Richard McKane.
- Старые песни Jerusalem: Carmel Publishing House, 1997. Transl. Hamutal Bar Josef.
- Reise nach Bryansk. Wien: Folio Verlag, 2000. Transl. Erich Klein and Valeria Jager.
- Éloge de la Poésie. Paris: L’Âge d’Homme, 2001. Transl. Gislaine Bardet.
- Стихи. Проза. Собрание сочинений в 2 т. — М.: N.F.Q./Ту Принт, 2001.
- Китайское путешествие. М.: Грааль, 2002.
- Старые песни. М.: Локус-пресс, 2003.
- Poems and Elegies. Bucknell: Bucknell Univ. Press, 2003. Transl. Slava Yastremsky, Michael Nydan, Catriona Kelly, and others.
- Kinesisk Rejse og andre digte. Copenhagen: Borgens, 2004. Transl. Mette Dalsgaard.
- Le Voyage en Chine et autres poèmes. Paris: Caractères, 2004. Transl. Léon Robel, Marie-Noëlle Pane.
- Поэтика обряда: Погребальная обрядность восточных и южных славян. — М.: Индрик, 2004.
- Церковнославяно-русские паронимы. Материалы к словарю. М.: Греко-латинский кабинет Ю. А. Шичалина, 2005. (2-е изд.: 2008; 3-е изд.: М.: Практика, 2021.)
- Путешествие волхвов. Избранное. 2-е изд. испр. и доп. — М.: Русский путь, 2005. ISBN 5-85887-211-5.
- Le voyage à Tartu. Paris: Clémence Hiver, 2005. Transl. Philippe Arjakovsky.
- 2 путешествия. — М.: Логос, Степной ветер, 2005.
- Премия Андрея Белого, 1978—2004: Антология. М.: Новое литературное обозрение, 2005, с.156-171.
- Посредственность как социальная опасность. Архангельск, 2006; переиздано в сборнике: Посредственность как социальная опасность. — М.: Магистр, 2011. — 112 с. — (Серия «Современная русская философия»; № 6).
- Апология разума. М.: МГИУ, 2009 («Современная русская философия»)
- Стихи. Переводы. Poetica. Moralia. Собрание сочинений в 4 т. — М.: Университет Дмитрия Пожарского, 2010.
- Апология разума. — М.: Русский путь, 2011
- Сад мирозданья. — М.: Арт-Волхонка, 2014
- Мариины слезы. К поэтике литургических песнопений. — Киев: Дух і літера, 2017
- Стихотворения шаги. Избранные стихи. — М.: Арт Волхонка, 2017. — 336 с. ISBN 978-5-906848-28-4
- Седакова О. А. Поэтика обряда. Погребальная обрядность восточных и южных славян. — М.: Индрик, 2023. — 320 с.